# Salmo abanticus
Salmo abanticus Tortonese, 1954, comunemente conosciuta come trota dell'Abant oppure trota dell'Abantgöl, è un pesce osseo d'acqua dolce appartenente alla famiglia dei Salmonidi.

## Distribuzione e habitat

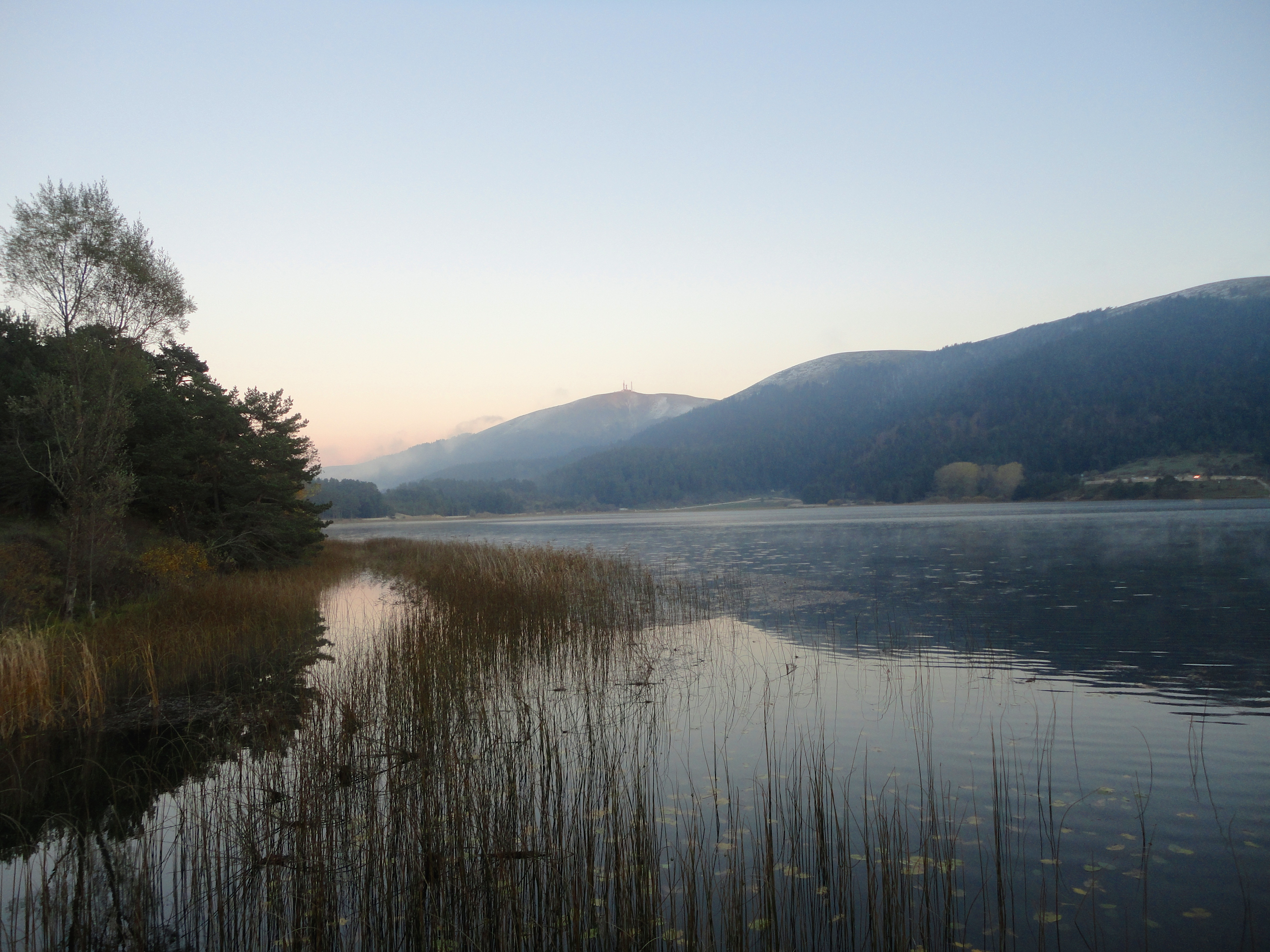
Il lago di Abant

Essa è endemica del lago di Abant vicino a Bolu in Anatolia settentrionale, in Turchia. Questo pesce si nutre di insetti, ma anche di pesci più piccoli. Il lago non ha grandi affluenti, ma è alimentato da sorgenti sotterranee. Pertanto, il pesce depone le uova presso queste sorgenti. Le trote del lago di Abant possono raggiungere dimensioni di oltre 70 cm, la media è tra 25 cm e 50 cm. Inizialmente fu descritta come una sottospecie della trota Salmo trutta, ma in seguito considerata una specie completa. Sulla base di esperimenti incrociati e sequenze di mtDNA, Kalayci et al (2018) hanno tuttavia proposto di considerarla un ceppo locale all'interno di Salmo trutta, senza uno status distinto di specie.